# USS Dolphin (1821)
Pour les autres navires du même nom, voir USS Dolphin.
L’USS Dolphin était une goélette qui fut par ailleurs le deuxième navire de l'US Navy à porter le nom de ce mammifère aquatique.
Le Dolphin fut lancé le 23 juin 1821 par la Philadelphia Navy Yard et envoyé à New York afin d'être préparé à la mer. Le navire fut ensuite affecté comme composant la nouvelle organisation d'Escadre du Pacifique (Pacific Squadron en anglais), il navigua à ce titre pour la première fois le 8 décembre 1821, sous le commandement du lieutenant David Conner, en compagnie de navire de ligne Franklin.
Le Dolphin arriva à Valparaíso, au Chili, le 6 février 1822, en voguant au large des côtes de l'Équateur, du Pérou et du Chili afin de protéger le commerce américain et l'industrie baleinière. Entre le 18 août 1825 et le 24 août 1826, il voyagea en recherche des mutins du baleinier américain Globe, et retourna pour cela à Callao, avec deux survivants de la mutinerie. Durant cette croisière, il se rendit à Hawaï où il aida les hommes du navire américain London qui avait fait naufrage, et aida par là-même d'autres citoyens américains dans les îles. Le Dolphin servit ensuite dans le Pacifique jusqu'au 2 décembre 1835, où il fut vendu.